# Univest Grand Prix 2011
La 14.ª edición del Univest Grand Prix se disputó el 17 de septiembre de 2011. Formando parte del calendario internacional americano, dentro de la categoría 1.2, fue la última competición del mencionado calendario.
La carrera se realizó en un circuito en Souderton Pensilvania, donde primero se realizaron 12 vueltas a un circuito de 10,4 km y luego 5 vueltas a uno más corto de 7,2 para totalizar 161 km.
Participaron 22 equipos de entre 4 y 6 corredores, totalizando 118 ciclistas de los que llegaron 87.
El ganador fue el canadiense Ryan Roth, miembro del equipo SpiderTech siendo acompañado en el podio por los estadounidenses Frank Pipp y Tom Zirbel.

## Clasificación final
| \| Posición \| Ciclista \| Equipo \| Tiempo \| \| -------- \| --------------- \| ------------------------------------- \| ---------- \| \| 1. \| Ryan Roth \| Team SpiderTech \| 3h 52' 27" \| \| 2. \| Frank Pipp \| Bissell Pro Cycling Team \| m.t. \| \| 3. \| Tom Zirbel \| Jamis-Sutter Home \| m.t. \| \| 4. \| Eric Young \| Bissell Pro Cycling Team \| + 13" \| \| 5. \| Alexey Shmidt \| Team Type 1-Sanofi \| m.t. \| \| 6. \| Martin Gilbert \| Team SpiderTech \| m.t. \| \| 7. \| Jacob Keough \| UnitedHealthcare \| m.t. \| \| 8. \| Robin Carpenter \| Bikereg.com-Cannondale \| m.t. \| \| 9. \| Adam Thuss \| Champion System Racing \| m.t. \| \| 10. \| Shawn McCarthy \| Garneau Club Chaussures - Norton Rose \| m.t. \| |                 |                                       |            |
| Posición | Ciclista        | Equipo                                | Tiempo     |
| 1. | Ryan Roth       | Team SpiderTech                       | 3h 52' 27" |
| 2. | Frank Pipp      | Bissell Pro Cycling Team              | m.t.       |
| 3. | Tom Zirbel      | Jamis-Sutter Home                     | m.t.       |
| 4. | Eric Young      | Bissell Pro Cycling Team              | + 13"      |
| 5. | Alexey Shmidt   | Team Type 1-Sanofi                    | m.t.       |
| 6. | Martin Gilbert  | Team SpiderTech                       | m.t.       |
| 7. | Jacob Keough    | UnitedHealthcare                      | m.t.       |
| 8. | Robin Carpenter | Bikereg.com-Cannondale                | m.t.       |
| 9. | Adam Thuss      | Champion System Racing                | m.t.       |
| 10. | Shawn McCarthy  | Garneau Club Chaussures - Norton Rose | m.t.       |